# Manuel Amorós
Manuel Amorós (Lunèl, 1 de febrer de 1962) és un jugador de futbol francès d'ascendència valenciana dels anys 1980. Com a jugador defensà els colors de tres dels clubs francesos amb més prestigi: AS Monaco, Marsella i Lió. Amb el Marsella va fallar un penal a la final de la Copa d'Europa de 1991 que guanyà l'Estrella Roja de Belgrad 5 a 3 en la tanda de penals.
Amb França jugà 82 partits. Disputà els Mundials de 1982 i 1986. També disputà les Eurocopes de 1984 (on fou campió) i 1992.

## Palmarès
- 5 Lliga francesa: 1982, 1988, 1990, 1991, 1992
- 1 Copa francesa: 1985
- 1 Lliga de Campions de la UEFA: 1993
- 1 Eurocopa: 1984